# Maritime Medizin
Die Maritime Medizin ist ein klinisches und interdisziplinäres Fach der Humanmedizin und beinhaltet die Schwerpunkte der Gesundheit der Seefahrer, der maritimen Notfallmedizin und der maritimen Katastrophenmedizin. Dazu gehören die Überwachung der Seediensttauglichkeit, die medizinischen Wiederholungslehrgänge für Kapitäne und nautische Offiziere sowie der Telemedical Maritime Assistance Service seegehender Schiffe.
Zur maritimen Notfallmedizin gehören die Behandlung aller akutmedizinischen Erkrankungen mit Bordmitteln (MCLS, MTLS, MPLS) sowie die Sicherheitsgrundausbildung und Unterweisung für Seeleute für Schiffsärzte (STCW).
Im Rahmen maritimer Großschadensereignisse sind überregionale Versorgungsstrategien erforderlich. Die maritime Katastrophenmedizin beschäftigt sich mit Fragestellungen maritimer Großschadensereignisse, Quarantäne an Bord und dem bordspezifischen Management medizinischer Notfälle, wobei ein Verletzter durch ein Trauma nicht immer äußerlich sichtbare Einwirkung zeigt.
Die Bundesärztekammer (BÄK) veröffentlichte am 19. Oktober 2023 die 1. Auflage des BÄK-Curriculum Maritime Medizin in Zusammenarbeit mit BG Verkehr, Deutsche Gesellschaft für Maritime Medizin (DGMM) und der Akademie für ärztliche Fortbildung der Landesärztekammer Brandenburg mit dem Ziel der Qualifizierung zum Schiffsarzt, was Kenntnisse über spezifische Gefährdungen an Bord von Seeschiffen auch durch die Übermüdung von Seeleuten durch Schlafdefizit umfasst und auch einen Überblick herstellt über in der zivilen Seefahrt relevanten Gesetze, Verordnungen und internationalen Übereinkommen wie beispielsweise die Maritime Labour Convention, der ISM-Code, das STCW-Übereinkommen, das Seearbeitsgesetz sowie auch Grundlagen der Gefährdungsbeurteilung und Grundlagen der DGUV.